# Lyons Brown Jr.
William Lee Lyons Brown Jr. (2 de agosto de 1936 – 9 de junio de 2024) fue un diplomático estadounidense que sirvió como Embajador de los Estados Unidos en Austria. También fue el CEO y Fiduciario Honorario del Museo Metropolitano de Arte, y Presidente del World Monuments Fund.
Brown nació en Louisville, Kentucky. Graduado de la Universidad de Virginia y de la American Graduate School of International Management (ahora llamada Thunderbird School of Global Management), fue presidente, presidente del consejo, CEO y director de la Brown-Forman Corporation, fundada por su bisabuelo. Sirvió en el Comité Asesor del Presidente para Política y Negociaciones Comerciales como designado bajo tres presidentes: Ronald Reagan (1988), George H.W. Bush (1990 y 1992) y Bill Clinton (1994).
Brown fue nombrado Chevalier de L'Ordre du Mérite Agricole por el gobierno francés en 1974. Falleció el 9 de junio de 2024, a la edad de 87 años.